# Diastrophische Dysplasie
Die Diastrophische Dysplasie ist eine seltene angeborene Erkrankung mit den Hauptkennzeichen Kleinwuchs, kurze Extremitäten und Gelenkdeformationen. Sie gehört zu den Skelettdysplasien.
Synonyme sind: Diastropher Kleinwuchs; Diastrophischer Zwergwuchs (veraltete nicht mehr übliche Bezeichnung)
Die Erstbeschreibung erfolgte im Jahre 1960 durch die französischen Pädiater und Humangenetiker Maurice Lamy (1895–1975) und Pierre Maroteaux (* 1928).

## Verbreitung
Die Häufigkeit wird mit 1–9 zu 100.000 angegeben, die Vererbung erfolgt autosomal-rezessiv.

## Ursache
Der Erkrankung liegen homozygote Mutationen im SLC26A2-Gen im Chromosom 5 am Genort q32 zugrunde, welches für einen hauptsächlich im Knorpel vorkommenden Sulfat-Transporter kodiert. An gleicher Stelle befinden sich auch Veränderungen bei einer Variante mit breiten Knochen und Platyspondylie (Broad bone-platyspondylic variant).

## Klinische Erscheinungen
Klinische Kriterien sind:
- Dysproportionierter Kleinwuchs
- Kurze Extremitäten
- normal großer Kopf
- Häufig progrediente Kyphoskoliose
- Körpergröße des Erwachsenen bei 80–140 cm
- Multiple Gelenkkontrakturen der Schulter, der Ellenbogen, der Finger und der Hüftgelenke
- Proximal ansetzender abgespreizter und überstreckbarer Daumen („Anhalter“)
- nach ulnar abweichende Fingerstellungen
- Klumpfüße
- Sandalenlücke
- Zystische Tumoren im Ohrknorpel bereits in der Neugeborenenzeit mit blumenkohlartiger Auftreibung der Ohrmuschel
- Häufig Gaumenspalte und Hypoplasie des Unterkiefers

Allerdings ist der Ausprägungsgrad der klinischen Veränderungen sehr variabel, mitunter sind die Symptome gering, so dass die Diagnose erst spät gestellt wird.

## Diagnose
Eine vorgeburtliche Diagnose mittels Ultraschall (Klumpfuß, kurze Gliedmaßen) ist möglich.
Die Diagnose ergibt sich aus dem Röntgenbild mit verkürzten metaphysär aufgetriebenen Röhrenknochen, flache Epiphysen, ovalärer Verformung des Os MC I. Die Wirbelkörper sind weniger und unregelmäßig deformiert.
Subluxation des Daumens „Tramperdaumen“, Kyphose der HWS mit Subluxation der Halswirbel
Radiologische Kriterien sind:
- Verbreiterte Metaphysen mit Gabelbildung am Femur und am Radius distal
- Hammerkopfkonfiguration der proximalen Femurmetaphyse
- Verzögert einsetzende Kopfkernbildung
- Sehr kurzer Schenkelhals
- Zapfenepiphysen im Femur distal möglich
- Hypoplasie des Metakarpale I
- Zervikale Kyphose mit Beeinträchtigung des Rückenmarkes

## Differentialdiagnose
Abzugrenzen ist die Pseudodiastrophische Dysplasie, die Platyspondylitische Dysplasie Typ Torrance gegen die Broad Bone-Platyspondylic Variant und die Atelosteogenesis, auch die Omodysplasie.

## Therapie
Die Behandlung zielt auf die Kyphose der Halswirbelsäule, der Thorakalskoliose mit gegebenenfalls operativer Korrektur auch von Gelenkkontrakturen und Fußdeformitäten.